# بحيرة خندسي
بحيرة خندسيهي بحيرة تقع بالقرب من مدينة رامتيك في منطقة ناجبور في الهند.ركوب الزوارق والرياضات المائية من ضمن الانشطة المتوفرة في البحيرة، ويحتوي على مطعم ومنتجع تديره شركة ريقمال للسياحة  ويضم أيضا منتجع الزيتون والذي يقع في البحيرة.وتعتبر البحيرة أكبر مركز لركوب القوارب في وسط الهند ومتنزه حيث يزوره العديد من السياح في كل عام.